# Flaga Kazachstanu
Flaga Kazachstanu – jeden z symboli narodowych Republiki Kazachstanu, obok godła tego kraju.

## Wygląd i symbolika
Kolor niebieski na fladze oznacza niebo oraz narody tureckie i jest związany ze starym kultem Wielkiego Nieba – legendy z dawnej religii koczowników. Pionowy złoty ornament nawiązuje do sztuki i kulturalnych tradycji Kazachów i Chanatu Kazachskiego. Złote słońce to symbol kosmosu i harmonii, a umieszczony pod nim złoty orzeł symbolizuje świat marzeń, ale także wyższy świat, czyli świat Boga.

## Historia
Pierwsza flaga Kazachstanu powstała w 1936. Była cała czerwona, w jej lewym górnym rogu był sierp i młot oraz napisy w dwóch językach, kazachskim (zapisanym alfabetem łacińskim) oraz rosyjskim. W 1940 doszło do zmiany flagi Kazachskiej SRR napis w języku kazachskim nie był już zapisywany alfabetem łacińskim, ale cyrylicą, a sierp i młot powiększono. W 1953 doszło do ostatniej zmiany flagi Kazachskiej SRR. Pomniejszono symbol komunizmu – sierp i młot oraz dodano gwiazdę, usunięto nazwę republiki, i dodano niebieski pas. 4 czerwca 1992 po uzyskaniu niepodległości przez Kazachstan flaga przyjęła pierwotną wersję.

Historyczna Flaga Chanatu Kazachskiego
Flaga Kazachskiej Autonomicznej Socjalistycznej Republiki Radzieckiej (1920–1936)
Flaga Kazachskiej Socjalistycznej Republiki Radzieckiej (1937–1940)
Flaga Kazachskiej Socjalistycznej Republiki Radzieckiej (1940–1953)
Flaga Kazachskiej Socjalistycznej Republiki Radzieckiej (1953–1991) oraz niepodległego Kazachstanu (1991–1992)
Wstępny projekt flagi Kazachstanu z 1992 roku
Flaga Kazachstanu – wersja finalna

## Galeria

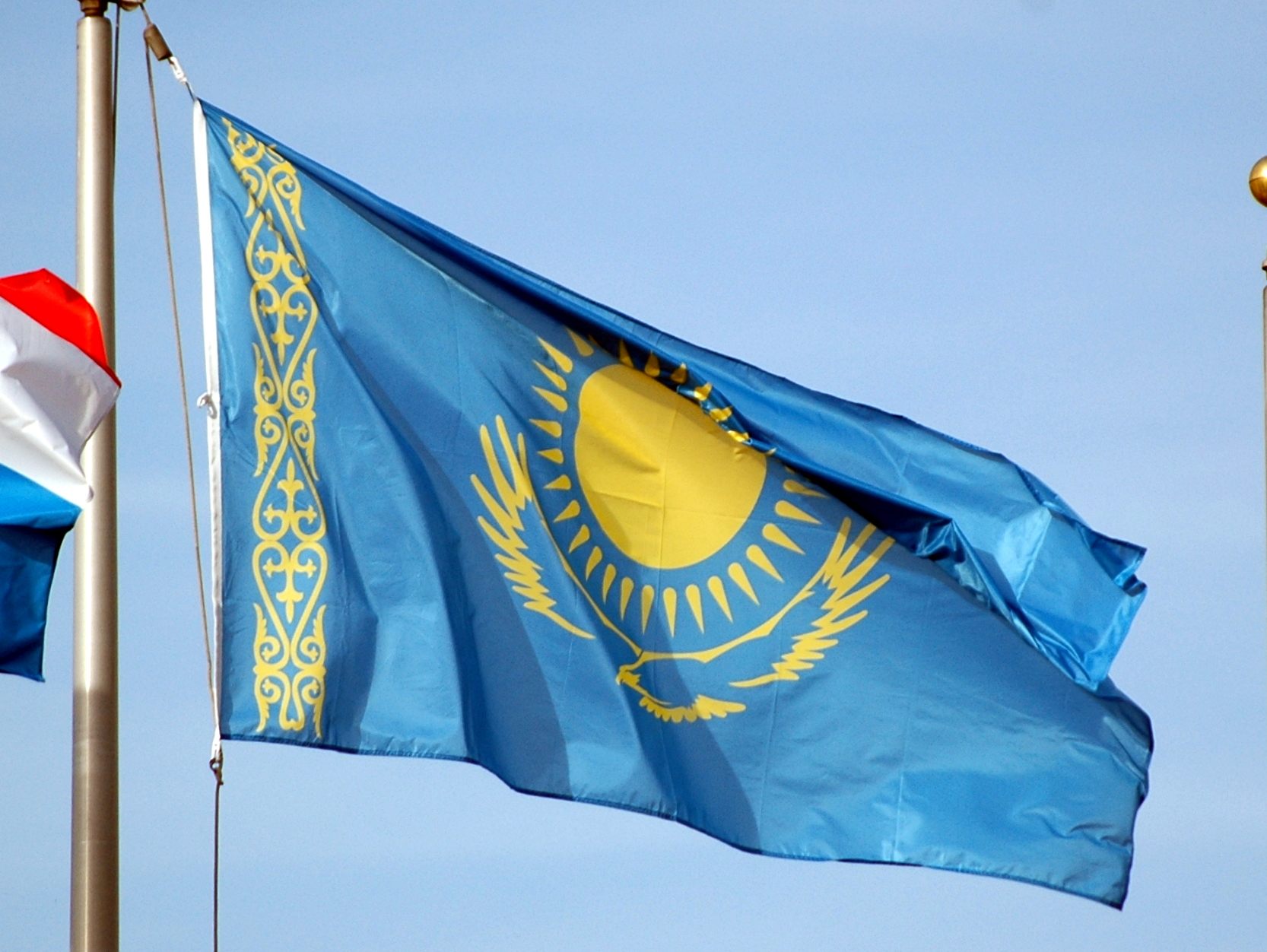
Powiewająca flaga Kazachstanu
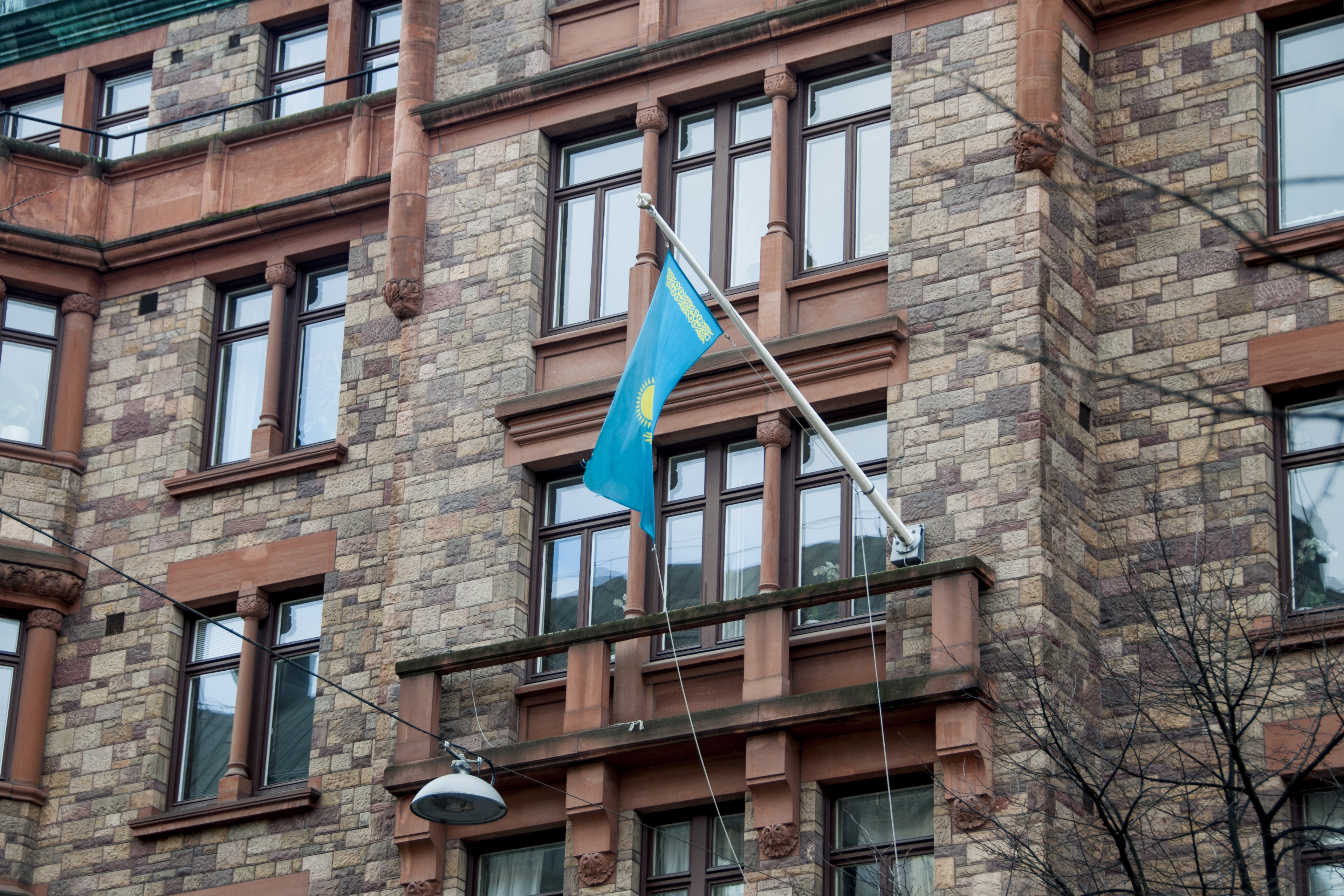
Flaga Kazachstanu na budynku Ambasady Kazachstanu w Sztokholmie
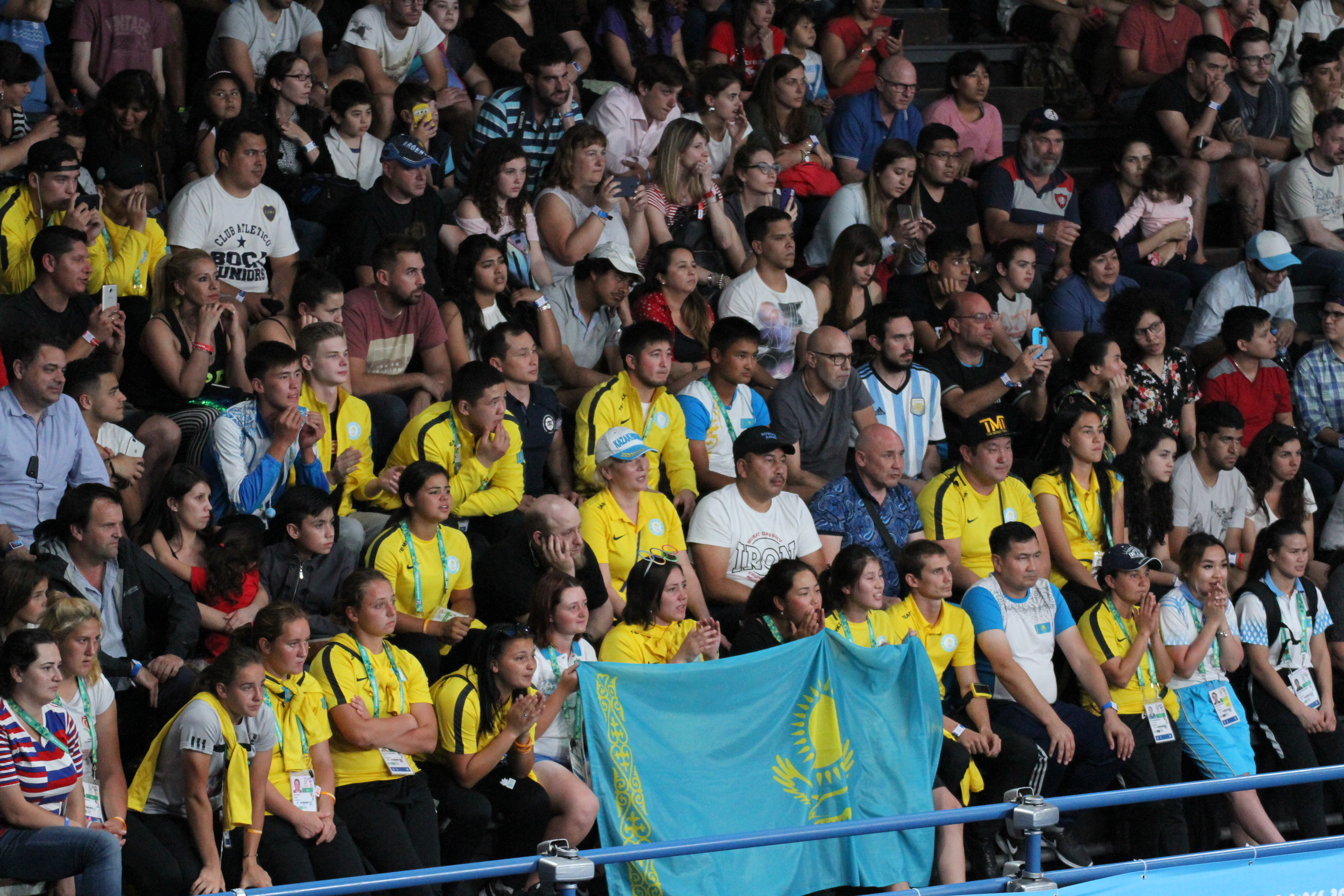
Grupa kibiców z flagą Kazachstanu
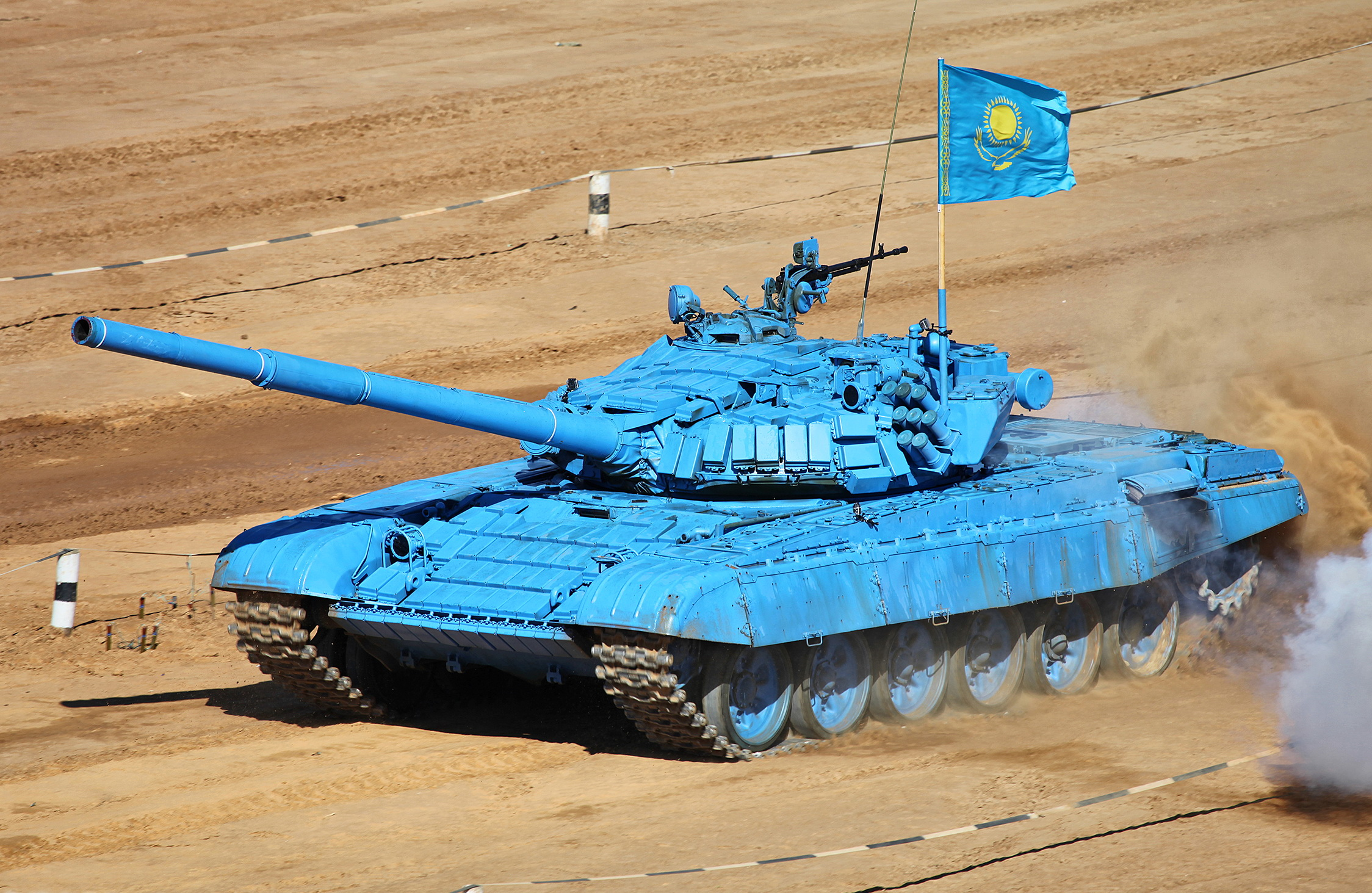
Czołg T-72 w barwach narodowych